# Tétraplégie
Ne doit pas être confondu avec Paraplégie ou Hémiplégie.
 Mise en garde médicale
La tétraplégie est une paralysie des quatre membres causée généralement par une lésion de la moelle épinière. Elle est presque toujours accompagnée de troubles vésico-sphinctériens.
La tétraplégie ne nécessite pas une section de la moelle épinière, une blessure suffit ; elle est fréquente avec une personne qui souffre d'arthrose cervicale, lors d'un accident (voiture, travail, etc.).
La motricité des membres supérieurs étant contrôlée par les niveaux C5 à T1 (5e racine nerveuse cervicale à la 1re racine nerveuse thoracique), une tétraplégie est habituellement causée par une lésion située au-dessus de la 1re vertèbre thoracique, donc une lésion cervicale.
Une tétraplégie peut être complète ou incomplète :
- complète : absence totale de sensibilité et de motricité en dessous de la lésion,
- incomplète : persistance d'une sensibilité ou d'une motricité volontaire en dessous de la lésion, en particulier dans le secteur périnéal.

## Perspectives thérapeutiques
Aucune thérapie capable de réparer une lésion à la moelle épinière n'a encore été approuvée. En revanche, le traitement expérimental le plus avancé (en préparation pour des essais cliniques de phase IIb) est un activateur du générateur central de patrons locomoteurs (CPG en anglais) appelé Spinalon qui fut découvert et développé par le Dr Pierre Guertin.

## Exemples

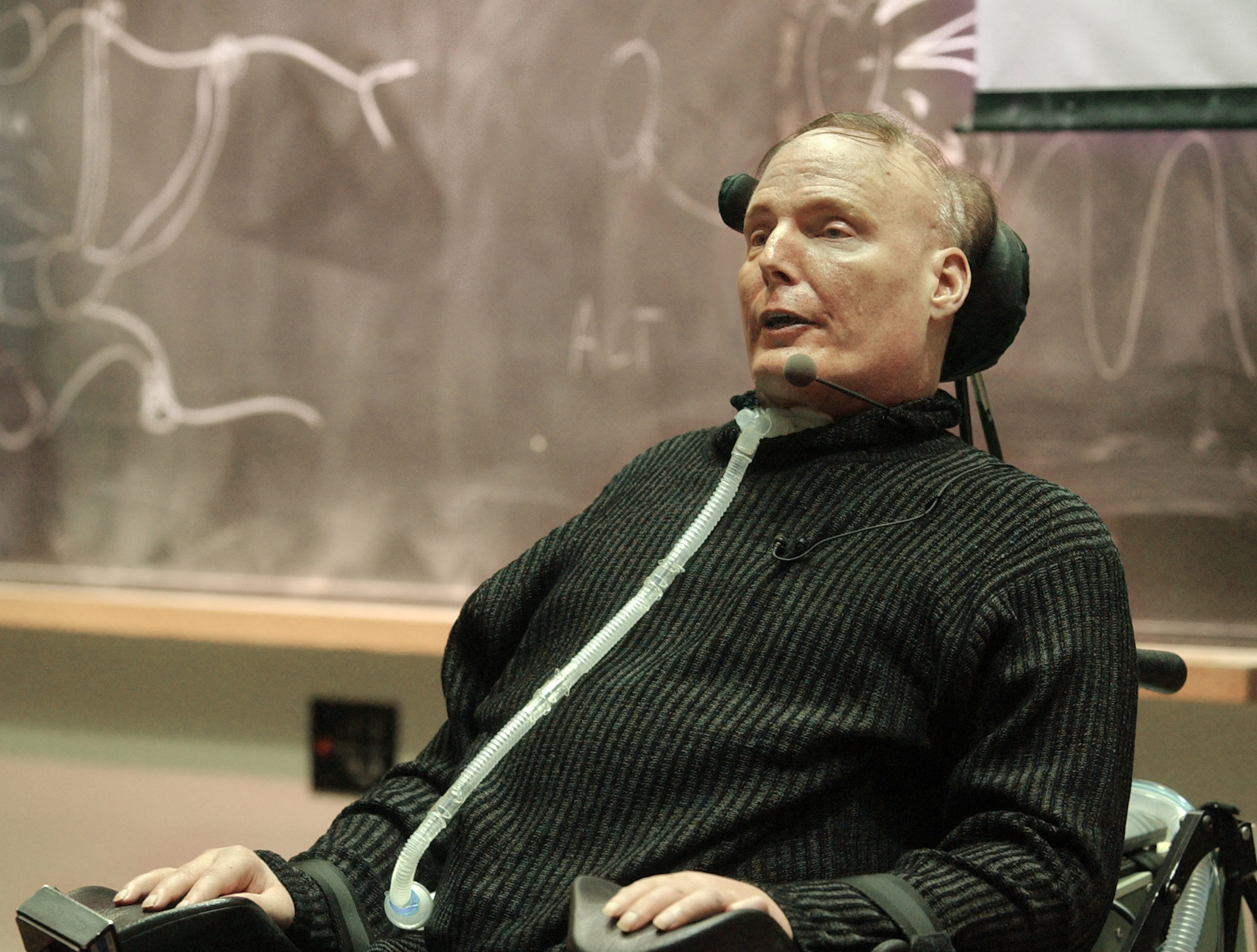
Christopher Reeve discutant de la recherche sur les cellules souches lors d'une conférence au MIT, le 2 mars 2003.

- L'acteur Christopher Reeve (qui a joué dans quatre des films Superman) est devenu tétraplégique à la suite d'une chute de cheval.
- Ramón Sampedro, dont l'histoire fut adaptée à l'écran par Alejandro Amenábar dans Mar Adentro, avec Javier Bardem et Lola Dueñas.
- David Holmes (la doublure de Daniel Radcliffe pour les cascades), blessé lors d'un test de caméra, durant le tournage de la première partie de Harry Potter et les Reliques de la Mort, en 2009.
- Philippe Pozzo di Borgo, dont l'histoire a inspiré le film Intouchables en 2011.
- Loïc Lieber, soldat français devenu tétraplégique à la suite des tirs de Mohammed Merah, lors des tueries de mars 2012 à Toulouse et Montauban.
- André Malherbe, pilote belge de motocross, 3 fois champion du monde et 3 fois vice-champion dans sa catégorie entre 1973 et 1988, date de son accident lors de sa première participation au Paris-Dakar[1].
- Diane Barrière-Desseigne, femme d'affaires, héritière du groupe Barrière, devenue tétraplégique à la suite d'un accident d'avion, en 1995.
- Philippe Streiff, pilote de Formule 1, devenu tétraplégique à la suite d'un accident lors d'essais privés en 1989 au Brésil.
- Le chanteur du groupe biélorusse Pesniary Vladimir Mouliavine est devenu tétraplégique à la suite d'un accident de voiture.

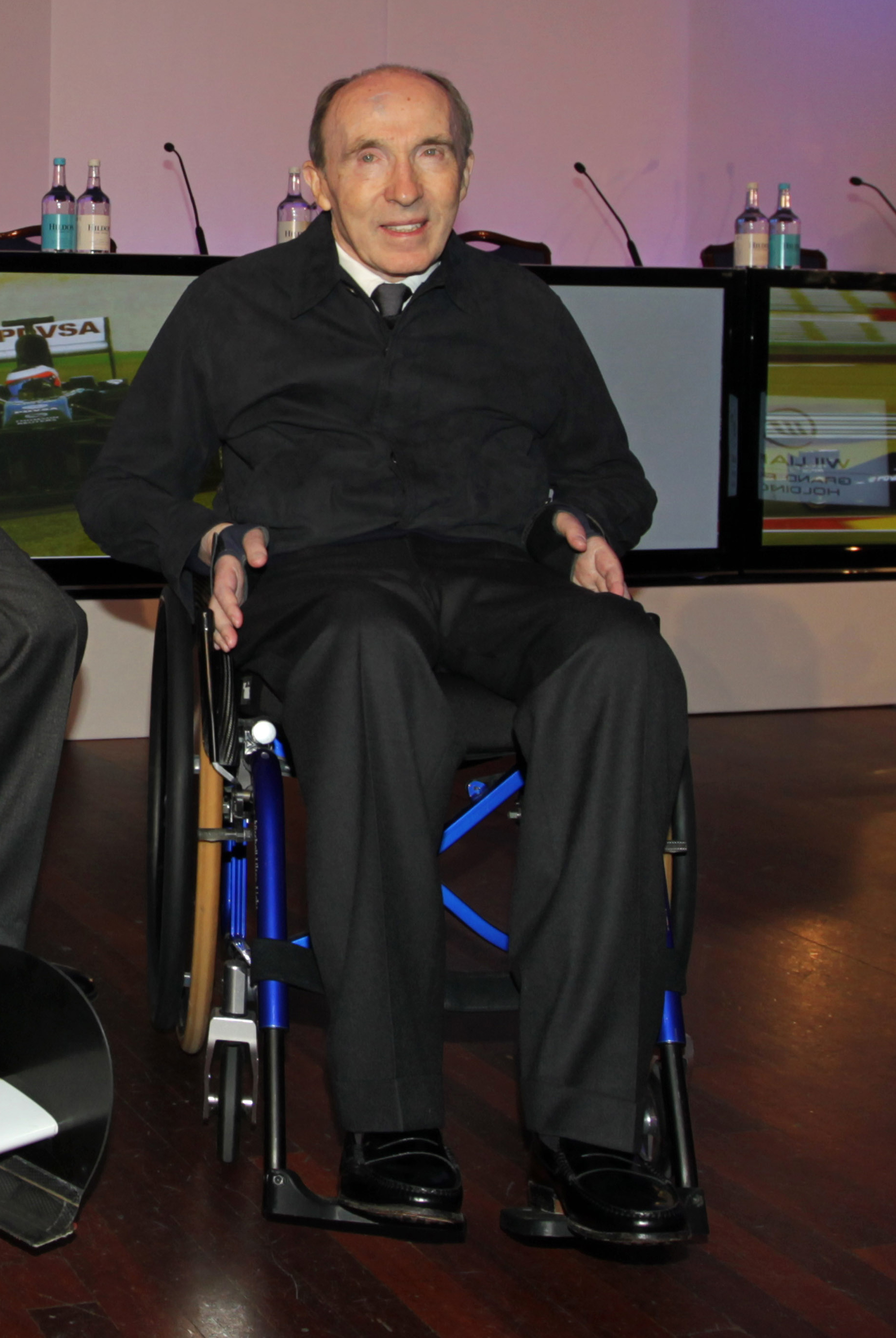
Frank Williams.

- Frank Williams, fondateur de l'écurie Williams F1 Team, victime d'un accident de la route.
- le cheikh Ahmed Yassine, dirigeant et fondateur du Hamas, tétraplégique depuis l’âge de 12 ans environ.

## Au cinéma, au théâtre, en BD
Plusieurs films ont un héros (ou une héroïne) tétraplégique : L'Homme de chevet (2009) où Sophie Marceau joue le rôle de la personne handicapée, ou Intouchables (2011) où François Cluzet est tétraplégique, Avant toi (2016) où le héros tétraplégique est interprété par Sam Claflin, Patients (2017) raconte le handicap de Grand Corps Malade, la pièce Les hommes ne veulent plus mourir de Juliette Speranza.
L'héroïne de la série de bande dessinée Dans les yeux de Lya, est une jeune femme tétraplégique qui cherche à savoir qui a été à l’origine de l’accident qui a provoqué son handicap.